# Udo Schmuck
Udo Schmuck (Frankenthal, 29 ottobre 1952) è un allenatore di calcio ed ex calciatore tedesco orientale, dal 1990 tedesco, di ruolo difensore.

## Statistiche

### Cronologia presenze e reti in nazionale
| Cronologia completa delle presenze e delle reti in nazionale ― Germania Est | Cronologia completa delle presenze e delle reti in nazionale ― Germania Est | Cronologia completa delle presenze e delle reti in nazionale ― Germania Est | Cronologia completa delle presenze e delle reti in nazionale ― Germania Est | Cronologia completa delle presenze e delle reti in nazionale ― Germania Est | Cronologia completa delle presenze e delle reti in nazionale ― Germania Est | Cronologia completa delle presenze e delle reti in nazionale ― Germania Est | Cronologia completa delle presenze e delle reti in nazionale ― Germania Est |
| Data                                                                        | Città                                                                       | In casa                                                                     | Risultato                                                                   | Ospiti                                                                      | Competizione                                                                | Reti                                                                        | Note                                                                        |
| --------------------------------------------------------------------------- | --------------------------------------------------------------------------- | --------------------------------------------------------------------------- | --------------------------------------------------------------------------- | --------------------------------------------------------------------------- | --------------------------------------------------------------------------- | --------------------------------------------------------------------------- | --------------------------------------------------------------------------- |
| 27-10-1976                                                                  | Sliven                                                                      | Bulgaria                                                                    | 0 – 4                                                                       | Germania Est                                                                | Amichevole                                                                  | -                                                                           |                                                                             |
| 17-11-1976                                                                  | Dresda                                                                      | Germania Est                                                                | 1 – 1                                                                       | Turchia                                                                     | Qual. Mondiali 1978                                                         | -                                                                           |                                                                             |
| 13-2-1980                                                                   | Malaga                                                                      | Spagna                                                                      | 0 – 1                                                                       | Germania Est                                                                | Amichevole                                                                  | -                                                                           |                                                                             |
| 2-4-1980                                                                    | Bucarest                                                                    | Romania                                                                     | 2 – 2                                                                       | Germania Est                                                                | Amichevole                                                                  | 1                                                                           |                                                                             |
| 19-4-1981                                                                   | Udine                                                                       | Italia                                                                      | 0 – 0                                                                       | Germania Est                                                                | Amichevole                                                                  | -                                                                           |                                                                             |
| 2-5-1981                                                                    | Chorzów                                                                     | Polonia                                                                     | 1 – 0                                                                       | Germania Est                                                                | Qual. Mondiali 1982                                                         | -                                                                           |                                                                             |
| 19-5-1981                                                                   | Senftenberg                                                                 | Germania Est                                                                | 5 – 0                                                                       | Cuba                                                                        | Amichevole                                                                  | -                                                                           |                                                                             |
| Totale                                                                      |                                                                             | Presenze                                                                    | 7                                                                           |                                                                             | Reti                                                                        | 1                                                                           |                                                                             |

## Palmarès

### Giocatore

#### Competizioni nazionali
- Campionato tedesco orientale: 4

Dinamo Dresda: 1972-1973, 1975-1976, 1976-1977, 1977-1978
- Coppa della Germania Est: 5

Dinamo Dresda: 1970-1971, 1976-1977, 1981-1982, 1983-1984, 1984-1985